# تويوتومي هيده-يوشي
تويوتومي هيده-يوشي (باليابانية: 豊臣秀吉) ‏(2 فبراير 1536، أو 26 مارس 1537 - 18 سبتمبر 1598) ساموراي ياباني ودايميو (سيد إقطاعي) في أواخر فترة سينغوكو ويعتبر "الموحد العظيم" الثاني لليابان. ثاني ثلاثة من الذين ساهموا في توحيد بلاد اليابان بعد فترة الانقسامات. يعد تويوتومي هيده-يوشي من أكبر القادة العسكريين في تاريخ اليابان على الإطلاق، استطاع ورغم أصوله المتواضعة الوصول إلى أعلى المراتب في الدولة.

## البدايات الأولى
ولد هيده-يوشي سنة 1537 م في ما يعرف اليوم ناكامورا، ناغويا، محافظة آيتشي (جزء من مقاطعة أو-واري سابقا والتي هي أرض عشيرة أودا)، شرقي اليابان، تنتمي أسرته إلى طبقة الفلاحين الكادحين، التحق ولما يزل شابا بجيش أودا نوبوناغا (織田 信長)، وشارك تحت إمرته في غزو العديد من المناطق. لمع نجمه وأصبح بعدها من رجالات نوبوناغا المعدودين. غزا لحساب سيده العديد من المناطق، على غرار أومي، هيمه-ياما، تاكاماتسو وتوتوري، كان نوبوناغا يستعين به في وضع الخطط في المعارك التي خاضاها معا.

## خليفة نوبوناغا
بعد وفاة أودا نوبوناغا، استطاع هيده-يوشي أن يحل محله بعد أن تخلص من رجالاته الكبار الواحد تلو الآخر. بعد مرحلة منازعات استطاع أن يقنع توكوغاوا إيئه-ياسو والذي كان أحد أبرز القادة العسكريين وحليف نوبوناغا السابق الانضمام إليه. واصل في السنوات التالية سياسته في إخضاع الزعماء الكبار، وكان مصير كل من يتمرد أن يجرد من أملاكه بعد أن يتم الحد من نفوذ عشيرته.انتهت هذه المرحلة سنة 1585 م عندما خلع عليه الإمبراطور لقب الحاجب (كبير المستشارين) أو الـكانباكو (関白). كان قد أتم إخضاع كل أراضي البلاد تقريبا إلى سيطرته، كانت المناطق شمالي البلاد الاستثناء الوحيد.

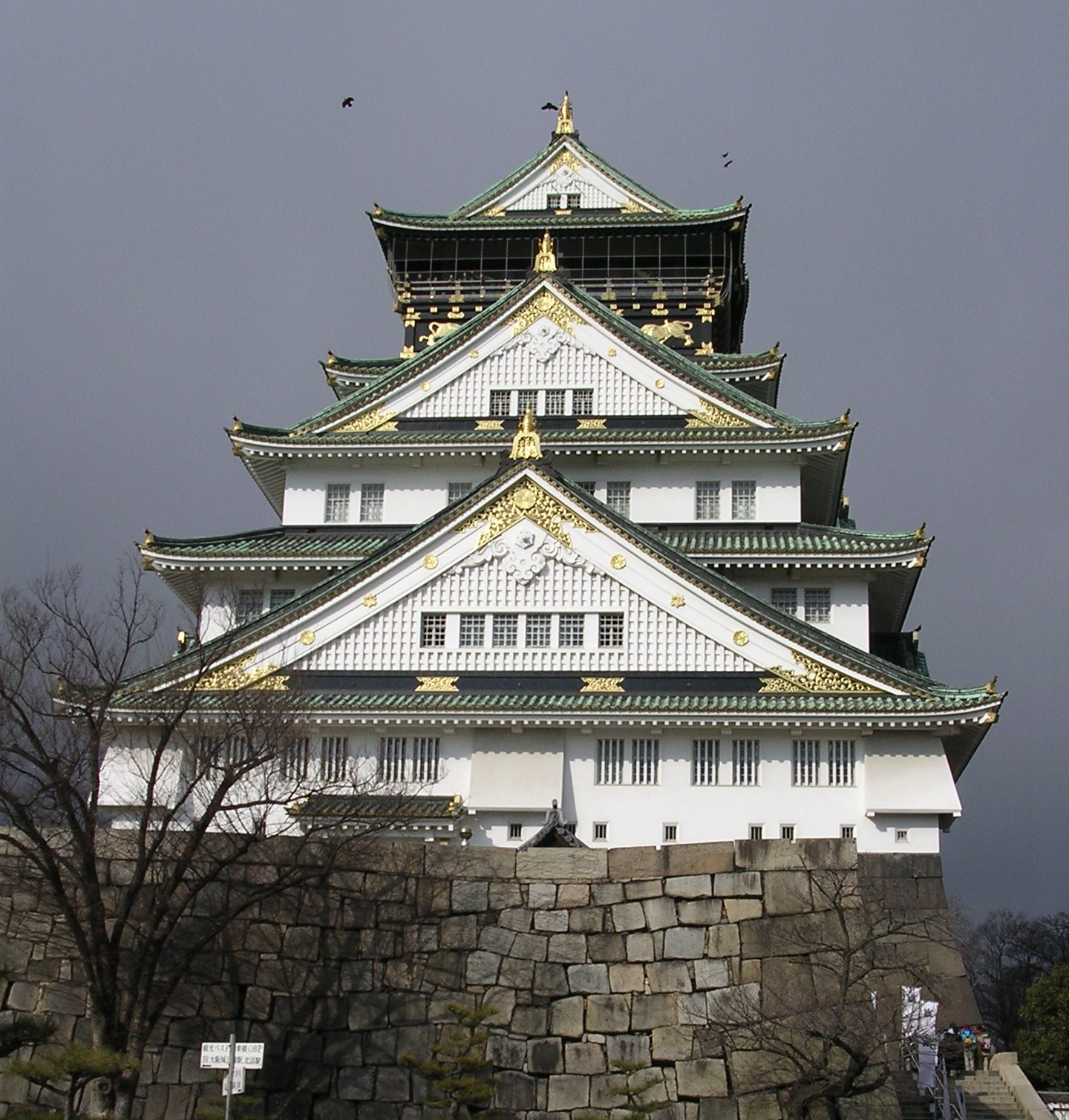
قلعة أوساكا مقر إقامة هيده-يوشي، أعيد بناء القصر مجددا بعد الحرب العالمية الثانية

سنة 1587 م وبعدما قام بإخضاع آخر حركات التمرد في الجنوب، وإحساسا منه بقوته أقدم هيده-يوشي على خطوتين هامتين. تم في الأولى حظر المسيحية ثم طرد المبشرين اليسوعيين من البلاد. في الواقع كان سيد البلاد الجديد يريد أن يجتنب أي تمرد من طرف بعض الزعماء الـدائي-ميو والذين اعتنقوا الديانة الجديدة. أجبر هيده-يوشي هؤلاء الزعماء على إعلان ولاءهم له وللإمبراطور. الخطوة الثانية كانت تصب في سبيل تحقيق وحدة البلاد. حتى يخضع البلاد قام بعملية نزع السلاح في الأوساط الشعبية. بالإضافة إلى ذلك شجع الزراعة والصناعة ونشطت عملية التجارة في البلاد.
خاض هيده-يوشي آخر معاركه في اليابان ضد عشيرة الـ هوجو في مقاطعة أودا-وارا، تم له إخضاعهم سنة 1590 م. بحلول عام 1591 م كان قد أنهى إخضاع آخر المتمردين في شمال شرقي البلاد. سنة 1592 م وفي أوج قوته خلع على أحد أقربائه لقب الحاجب (أو كانباكو) فيما تلقب هو بلقب تائيكو.

## النهاية
بعد هذه المرحلة بدأت تظهر عليه أعراض اختلال عقلي، قرر أن يقوم بغزو الصين، ثم أطلق جيوشه على كوريا سنة 1592 م. استطاعت الجيوش الصينية والكورية أن تصده. قام بإجبار أحد أقربائه على الانتحار لشكه في ولائه، ثم لاقى سن نو ريكيو (صاحب مراسيم الشاي) نفس المصير. بعد حملته الأولى وضعت الصين شروطا قاسيا لم يستطع هيده-يوشي أن يتحملها، قام بحملة ثانية سنة 1597 م. صدت الحملة وتوفي هيده-يوشي في النهاية. بعد وفاته قام توكوغاوا إيئه-ياسو بخلع ابنه الصبي وأصبح السيد الجديد على البلاد.